# Megara (zespół muzyczny)
Megara – hiszpański zespół muzyczny założony w 2015 i wykonujący muzykę metalową i rockową. Reprezentanci San Marino w 68. Konkursie Piosenki Eurowizji (2024).
Swój muzyczny styl opisują terminem „fucksia rock”, który jest kombinacją gatunków muzyki elektronicznej i tanecznej z muzyką metalową i rockową.

## Historia
Zespół założyli w 2015 roku gitarzysta Tio Rober Bueno i wokalistka Kenzy Loevett, a już w tym samym roku wydali ich pierwszą EP-kę pt. Muérase quien pueda, złożona z trzech piosenek. Oryginalni członkowie poznali się za pomocą internetu: początkowo Loevett miała dołączyć do innego zespołu muzycznego, którego ówcześnie członkiem był Bueno, szukającego nowej wokalistki, lecz ze względu na negatywne nastawienie do niej innych członków zespół się rozpadł. Premiera ich pierwszego albumu Siete, którego prezentacja na żywo, bazowana na koncepcji piekła Dantego, spotkała się z uznaniem specjalistów ze względu na aspekt wizualny, miała miejsce w 2016, natomiast drugi album studyjny Aquí estamos todos locos wylansowali w 2018 – dzięki jego przełomowemu sukcesowi na lokalnym rynku zostali zaproszeni, aby wystąpić podczas Download Festival i Resurrection Fest.

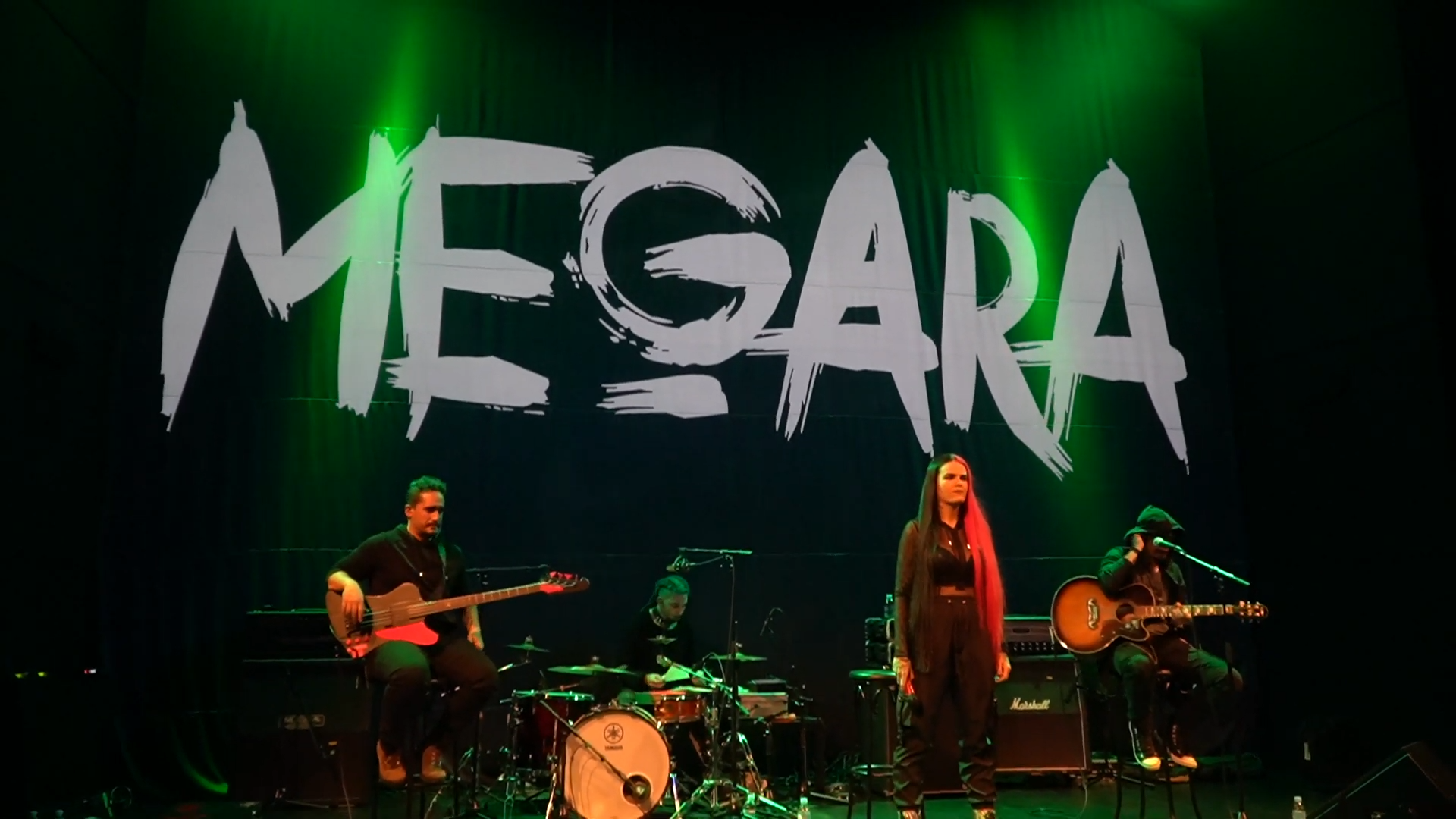
Megara grający koncert w madryckiej Sala Berlanga (2022)

W styczniu 2023 zajęli czwarte miejsce miejsce z piosenką „Arcadia” w programie Benidorm Fest 2023. W tym samym roku byli supportem dla japońskiego zespołu kawaii metalowego Babymetal podczas hiszpańskiej części ich trasy koncertowej. W lutym 2024 z utworem „11:11” zwyciężyli w finale festiwalu Una Voce per San Marino, uzyskując tym samym prawo do reprezentowania San Marino w 68. Konkursie Piosenki Eurowizji w Malmö – singel ten oryginalnie został wysłany organizatorom Benidorm Fest 2024, którzy nie wybrali go jednak do konkursowej stawki, co zmotywowało zespół do poddania go ocenie komisji jurorskiej w sanmaryńskich preselekcjach, otwartych na obcokrajowców, w niezmienionej wersji.